# Strackholt

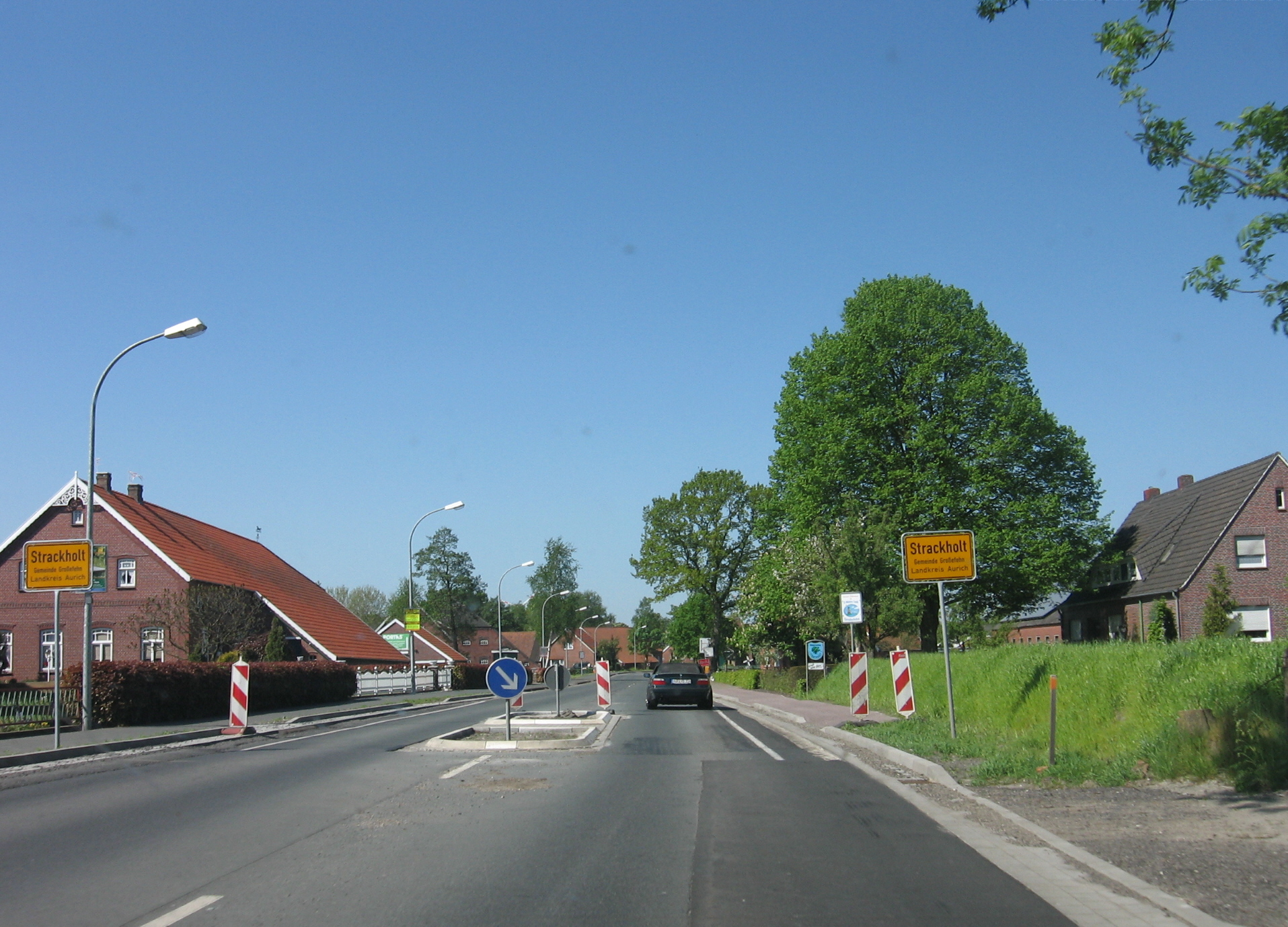
Strackholter Ortseingang

Strackholt ist eine Ortschaft der ostfriesischen Gemeinde Großefehn und liegt etwa 20 km südlich von Aurich im gleichnamigen Landkreis. Westlich des Geestdorfes liegt die Ortschaft Bagband, östlich die Stadt Wiesmoor mit den zugehörigen Ortsteilen Voßbarg und Zwischenbergen. Südlich von Strackholt befinden sich die im Landkreis Leer gelegenen Orte Firrel und Neufirrel sowie Neudorf.
Am 7. April 2016 lief der hier gedrehte, vielbeachtete Dokumentarfilm „Gestrandet“ in den deutschen Kinos an.

## Geschichte

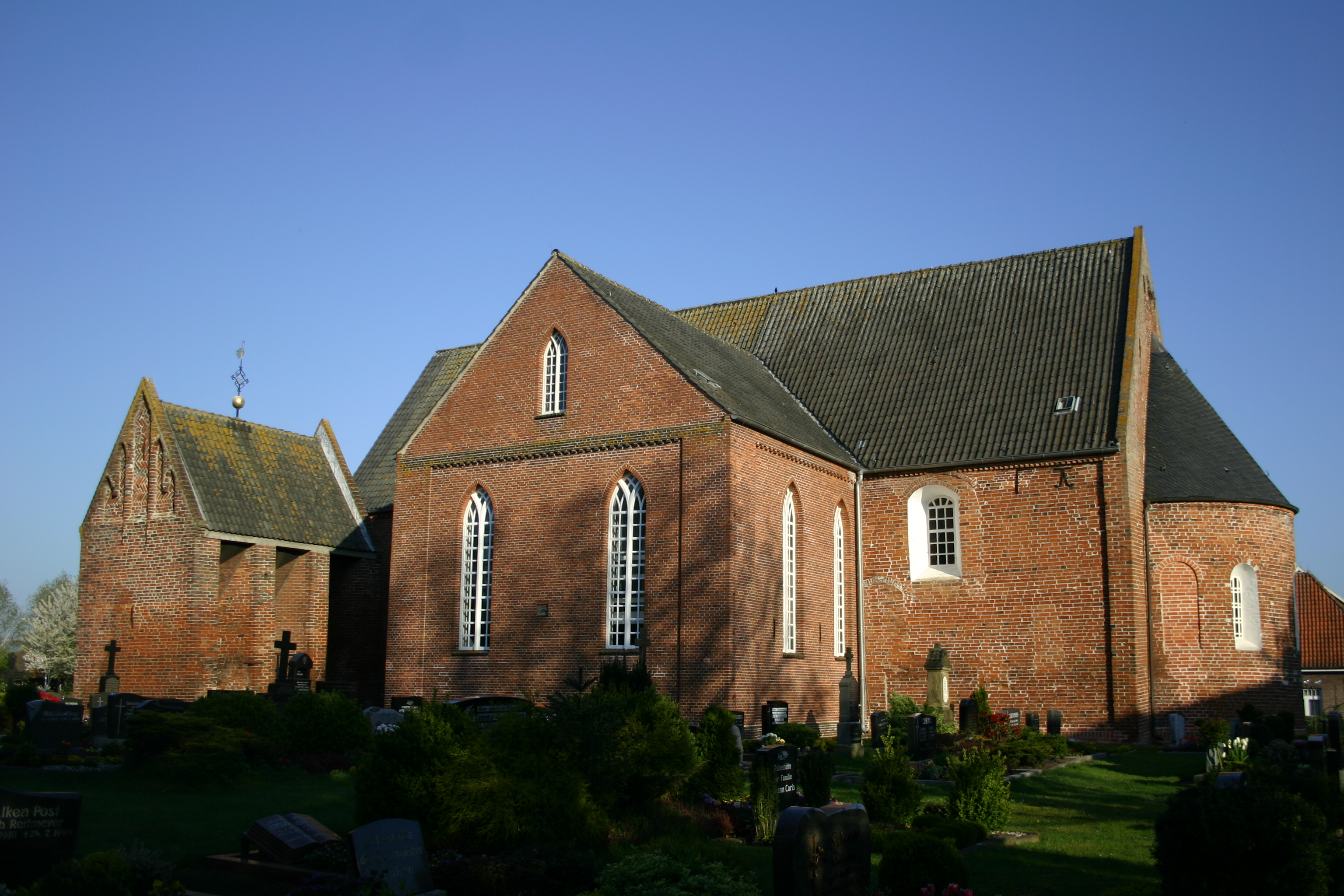
Barbara-Kirche

Die Strackholter Kirche wurde wahrscheinlich um 1240 erbaut. Seine erste Erwähnung fand Strackholt im Jahr 1454 als to Strachholte. Der Name bedeutet „langgestreckter Wald“.
Im Mittelalter gehörte Strackholt zu den „Hooge Loogen“.
Am 17. März 1454 verpfändet der Häuptling Hippeko zu Strackholt seine Besitzungen an den Junker Ulrich Cirksena. Hippeko hat seinen Hals verwirkt und kann diesen nur gegen eine Zahlung von 600 Rheinischen Kaufmannsgulden auslösen. Die Summe hat er in zwei Raten zu zahlen. Als Unterpfand setzt er sein Haus und Hof, Erbe und Warfen, Wald und Moorländereien, alles was ihm und seiner Frau und seinen Kindern erblich gehören, ob diese in Strackholt, Bagband, Timmel, Hatshausen und Aurich-Oldendorf diesseits und jenseits der Spetze belegen sind. Diese Schuldverschreibung wird unter anderem auch von den Zeugen Aylard und Tammo von der Burg zu Strackholt unterschrieben.
Als die Dorfflur im 18. und 19. Jahrhundert nicht mehr ausreichte, der wachsenden Bevölkerung Raum und Auskommen zu sichern, wurden im Süden neue Kolonate in der sogenannten Südhörn angelegt, im Norden im sogenannten Norderney, danach auf der Höchte. Auch der Ortsteil Fiebing entstand auf ähnliche Weise.

## Selbstverwaltung der Gemeinde
Ab Beginn des 19. Jahrhunderts wurden die Gemeinden in dem Gebiet des heutigen Niedersachsens soweit selbstständig, dass eine gewisse Selbstverwaltung auf rechtlicher Basis möglich war. Entsprechend gab es ab diesem Zeitpunkt Bürgermeister und Gemeinderäte im modernen Sinn. Modern heißt, dass sie keine vom Feudalherren eingesetzten Vertreter mehr waren, sondern sich für ihre Entscheidungen auf eine Gemeindeverfassung berufen konnten.
Die folgende Liste zeigt die Strackholter Bürgermeister ab 1865.
| Bürgermeister          | von - bis |                    |
| ---------------------- | --------- | ------------------ |
| Jann Ehmen Osterbuhr   | 1865–1896 |                    |
| Jakobus Zimmermann     | 1896–1914 |                    |
| Ehme Osterbuhr         | 1914–1923 |                    |
| Diedrich Ackermann (1) | 1924–1933 |                    |
| Eilert Osterbuhr       | 1933–1945 |                    |
| Diedrich Ackermann (2) | 1945–1949 |                    |
| Dieke Meyer            | 1949–1956 |                    |
| Arnold Heyen           | 1956–1970 | Arnold Heyen, 1960 |
| Johann Sanders         | 1970      |                    |
| Stinus Schoof          | 1970–1972 |                    |

Mit der Gemeindereform, die am 1. Juli 1972 in Kraft trat, wurde Strackholt in die Gemeinde Großefehn eingegliedert. Ab diesem Zeitpunkt sind Bürgermeisteramt und Gemeinderat aufgelöst und die Funktionen auf die Zentralgemeinde übertragen worden. Heute gibt es in Strackholt nur noch einen Ortsrat und einen Ortsbürgermeister mit eingeschränkten Funktionen.

## Politik
Der Ortsrat, der den Ortsteil Strackholt vertritt, setzt sich aus sieben Mitgliedern zusammen. Die Ratsmitglieder werden durch eine Kommunalwahl für jeweils fünf Jahre gewählt. Die aktuelle Amtszeit begann am 1. November 2021 und endet am 31. Oktober 2026.
Bei der Kommunalwahl 2021 ergab sich folgende Sitzverteilung:
| Ortsrat 2021Insgesamt 7 Sitze - SPD: 3 - BL: 1 - CDU: 3 |

## Infrastruktur
Strackholt besteht zum größten Teil aus Weideland und ist überwiegend landwirtschaftlich geprägt, einige Handwerks- und Handelsbetriebe sind vorhanden. Die Nahversorgung der Bevölkerung wird durch zwei Banken (davon eine als Selbstbedienungsfiliale), ein Arztehepaar (Allgemeinmedizin), einen Zahnarzt, einen Lebensmittelladen und eine Tankstelle gesichert. Das Dorfleben wird sehr stark von den verschiedenen Vereinen geprägt, darunter der Sportverein SuS Strackholt, ein Schützenverein, die Freiwillige Feuerwehr, die Dorfjugend, die Landfrauen und der Gewerbeverein.

## Bildung
In Strackholt sind ein Kindergarten und eine Grundschule angesiedelt. Die nächstgelegenen weiterführenden Schulen (beide in Form einer KGS) befinden sich in Großefehn sowie in Wiesmoor.

## Nebenorte
Strackholt hat drei Ortsteile:
- Höchte (früher Rookstall, amtlich Rooksfall), gegründet 1871.
- Norderney, gegründet 1787.
- Südhörn, eine 1871 gegründete Kolonie.

## Sehenswürdigkeiten
- Evangelisch-lutherische St. Barbara-Kirche zu Strackholt aus dem Jahr 1240
- Biggenboom (auf halber Strecke zwischen Strackholt und Bagband zu finden)